# Lanteira
Lanteira és un municipi espanyol pertanyent a la província de Granada, en la comunitat autònoma d'Andalusia. En l'any 2006 tenia 528 habitants. La seva extensió superficial és de 53 km² i té una densitat de 9,96 hab/km². Les seves coordenades geogràfiques són 37° 10′ N, 3° 8′ O. Està situada a una altitud de 1.278 metres.